# 優遊吧斯阿里山鄒族文化部落
優遊吧斯阿里山鄒族文化部落是位於台灣嘉義縣阿里山的文化園區，正式开园于2010年，海拔1300公尺左右。由台灣南島文化創意產業發展協會經營。

## 園區環境
- 千年神木館
- 哈莫文史館
- 公主屋
- 五大氏族茶栈
- 瑪翡餐廳
- 矛達諾劇場等
- 蜜蜂館
- 鄒族傳統家屋

## 外部連結
- 優遊吧斯 阿里山鄒族文化部落官網 （页面存档备份，存于）
- YuYuPas 優遊吧斯 新浪微博 （页面存档备份，存于）
- YUYUPAS 優遊吧斯 Facebook （页面存档备份，存于）